# Paavo Nurmi Games 2019
I Paavo Nurmi Games 2019 sono stati la 63ª edizione dell'annuale meeting di atletica leggera; le competizioni hanno avuto luogo al Paavo Nurmi Stadium di Turku, l'11 giugno 2019. Il meeting è stato la quinta tappa del circuito IAAF World Challenge 2019.

## Risultati[1]

### Uomini
| Specialità             |                 | Prestazione | 2º classificato        | Prestazione | 3º classificato   | Prestazione |
| 100 m                  | Michael Rodgers | 10"00       | Justin Gatlin          | 10"01       | Marcell Jacobs    | 10"13       |
| 800 m                  | Cornelius Tuwei | 1'46"37     | Mostafa Smaili         | 1'46"89     | Erik Sowinski     | 1'47"01     |
| 3000 m siepi           | Andrew Bayer    | 8'18"29     | Nicholas Kiptanui Bett | 8'21"20     | Topi Raitanen     | 8'21"47     |
| 110 m ostacoli         | Eduardo De Deus | 13"42       | Hassane Fofana         | 13"44       | David King        | 13"56       |
| Salto in lungo         | Yaoguang Zhang  | 7.87 m      | Roni Ollikainen        | 7.75 m      | Tomasz Jaszczuk   | 7.72 m      |
| Salto triplo           | Yaming Zhu      | 17.36 m     | Donald Scott           | 17.05 m     | Simo Lipsanen     | 16.57 m     |
| Lancio del disco       | Fedrick Dacres  | 66.74 m     | Christoph Harting      | 66.01 m     | Piotr Małachowski | 65.99 m     |
| Lancio del giavellotto | Magnus Kirt     | 88.32 m     | Thomas Röhler          | 86.33 m     | Keshorn Walcott   | 86.09 m     |

### Donne
| Specialità          |                   | Prestazione | 2º classificato     | Prestazione | 3º classificato        | Prestazione |
| 100 m               | Crystal Emmanuel  | 11"26       | Kristal Awuah       | 11"27       | Yongli Wei             | 11"42       |
| 1500 m              | Winnie Nanyondo   | 4'06"21     | Fantu Worku         | 4'06"27     | Darya Barysevich       | 4'06"50     |
| 100 m ostacoli      | Christina Clemons | 12"58       | Evonne Britton      | 13"04       | Reetta Hurske          | 13"04       |
| Salto con l'asta    | Alysha Newman     | 4.62 m      | Michaela Meijer     | 4.56 m      | Nikoléta Kiriakopoúlou | 4.46 m      |
| Salto triplo        | Gabriela Petrova  | 14.29 m     | Kristiina Mäkelä    | 13.97 m     | Thea Lafond            | 13.91 m     |
| Getto del peso      | Chase Ealey       | 19.38 m     | Danniel Thomas-Dodd | 19.03 m     | Aliona Dubitskaya      | 18.48 m     |
| Lancio del martello | Anita Włodarczyk  | 75.61 m     | Joanna Fiodorov     | 74.71 m     | Wang Zheng             | 73.52 m     |